# Park Jeong-hwa
Park Jung-hwa (en hangul, 박정화; en hanja, 朴正花; Anyang, 8 de mayo de 1995), más conocida por su nombre monónimo Jeonghwa, es una cantante, bailarina principal y actriz surcoreana, y miembro de la  agrupación femenina EXID.

## Biografía
Park Jung Hwa nació el 8 de mayo de 1995 en Anyang, Gyeonggi, Corea del Sur. Se graduó en la escuela primaria de Indeogwon, la secundaria Baekyoung y luego atendió la Global Cyber University, donde estudió Difusión y Entretenimiento. Cuando estaba en tercer grado, asistió a una escuela de drama. Fue aprendiz de JYP Entertainment antes de unirse a Yedang Entertainment.

## Carrera

### EXID
EXID debutó oficialmente el 15 de febrero de 2012, con el lanzamiento de su sencillo debut, «Whoz That Girl».

### Trabajo en solitario
Hizo su primer debut de niña en una pequeña parte en la serie Wives on Strike, en 2004. En 2005, fue coanfitriona en el Freshful Children Congress de NATV.
En 2015, se convirtió en una presentadora en el show de variedades Soulmates Returns. En el mismo año representó a Yook Ah Young en el drama Webtoon Hero Toondra Show, siendo este su primer rol principal. También apareció en varios videoclips como en «Tell Me» de Wonder Girls en 2008, «Whenever You Play That Song» de Huh Gak y LE en 2011, «That You're my Girl» de I-REX en 2013, y «10:10» y «You Are my Everything» de RK Kim Seong Hui, en 2014.

## Discografía
1.- Deep Sleep (ft. Pinkmoon)
2.- A Gud Feeling (ft. Pinkmoon) 
3.-Universe (ft. Pinkmoon)
4.- To Christmas (ft. Pinkmoon) 
5.- 너무해 (ft. Pinkmoon)

## Filmografía

### Películas
| Año  | Título                                       | Personaje | Notas        | Ref.          |
| ---- | -------------------------------------------- | --------- | ------------ | ------------- |
| 2020 | The Dragon Inn: Part 1                       | Ji-hye    | Protagonista | [ 18 ]        |
| 2021 | The Dragon Inn Part 2: The Night of the Gods | Ji-hye    | Protagonista |               |
| 2024 | Handsome Guys                                | Bo-ra     | Reparto      | [ 19 ] [ 20 ] |

### Series de televisión
| Año     | Título                    | Papel             | Cadena      | Notas                   | Ref.          |
| ------- | ------------------------- | ----------------- | ----------- | ----------------------- | ------------- |
| 2004    | Wives on Strike           |                   | SBS         |                         |               |
| 2015    | Webtoon Hero Toondra Show | Yook Ah Young     | MBC Every 1 | Serie web, protagonista |               |
| 2017    | Mask                      | Lee Chae Ri/Anita |             | Serie web, protagonista |               |
| 2018    | If Love Was Not Timeless  | Wing-sze          |             | Serie web, protagonista |               |
| 2019    | Member of Society         | Sung Shi-eun      |             | Serie web, protagonista |               |
| 2021    | One the Woman             |                   | SBS         |                         |               |
| 2023    | La chica enmascarada      | Lee A-reum        | Netflix     | Serie web               | [ 21 ] [ 22 ] |
| 2023-24 | Entre él y ella           | Ryu Eun-jeong     | Channel A   |                         | [ 23 ] [ 24 ] |

### Espectáculos de variedades
| Año  | Título                     | Cadena      | Notas                     |
| ---- | -------------------------- | ----------- | ------------------------- |
| 2005 | Freshful Children Congress | NATV        | Anfitriona                |
| 2015 | Soulmates Returns          | MBC Every 1 | Presentadora              |
| 2015 | EXID's Showtime            | MBC Every 1 | Presentadora              |
| 2015 | Hello Counselor            | KBS2        | Invitada, Ep. 207         |
| 2016 | Weekly Idol                | MBC Every 1 | Invitada, junto a EXID    |
| 2016 | King of Mask Singer        | MBC         | jueza invitada, ep. 69-70 |
| 2017 | The Show                   | SBS MTV     | MC                        |

### Vídeos musicales
| Año  | Canción                                             | Intérprete(s)    |
| ---- | --------------------------------------------------- | ---------------- |
| 2008 | «Tell Me»                                           | Wonder Girls     |
| 2011 | «Whenever You Play That Song (그 노래를 틀 때마다)» | Huh Gak con LE   |
| 2013 | «That You're my Girl (니가 내 여자란걸)»            | I-REX            |
| 2013 | «With the Wind (바람따라)»                          | Led Apple        |
| 2014 | «10:10»                                             | RK Kim Seong Hui |
| 2014 | »You Are my Everything»                             | RK Kim Seong Hui |